# Platyxantha distanti
Platyxantha distanti là một loài bọ cánh cứng trong họ Chrysomelidae. Loài này được Gahan miêu tả khoa học năm 1892.